# José Ferrer

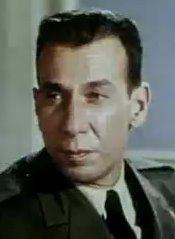
José Ferrer, 1954

José Vicente Ferrer de Otero y Cintrón (* 8. Januar 1912 in Santurce, Puerto Rico; † 26. Januar 1992 in Coral Gables, Florida) war ein US-amerikanischer Schauspieler und Regisseur. Er erhielt für seine Rolle als Cyrano de Bergerac in Der letzte Musketier 1951 den Oscar als bester Hauptdarsteller. In seiner späteren Filmkarriere spielte Ferrer häufig Schurken.

## Leben
José Ferrers Eltern stammten aus Spanien und lebten als eingebürgerte amerikanische Staatsbürger in Puerto Rico. Nach dem Wunsch seines Vaters, eines Rechtsanwaltes und Grundbesitzers, sollte der Sohn Konzertpianist werden. Doch José Ferrer studierte an der Princeton University die Fächer Architektur, Musik und Komposition.
Ferrer war zunächst Schauspieler und Regisseur am Theater, als er sich für den Film entschied. Für sein Debüt an der Seite von Ingrid Bergman in Johanna von Orleans (1948) wurde er für den Oscar als bester Hauptdarsteller nominiert. 1950 gewann er einen Oscar für seine Darstellung des Schriftstellers Cyrano de Bergerac unter der Regie von Michael Gordon. Die Titelrolle hatte Ferrer bereits 1946 auf der Bühne und 1949 auch im Fernsehen gespielt. Seine ernsthafte und fortschrittliche Rollenauffassung aus der Theaterzeit übertrug Ferrer auf seine schauspielerisches Wirken im Film.
1952 gewann Ferrer drei Tony Awards für die Bühnenregie der Stücke The Shrike, Stalag 17 und The Fourposter sowie einen weiteren Tony Award für seine schauspielerische Leistung in The Shrike.
Im selben Jahr spielte er den französischen Maler Henri de Toulouse-Lautrec in John Hustons Oscar-nominiertem Werk Moulin Rouge. 1954 übernahm Ferrer in Die Caine war ihr Schicksal die Rolle des Verteidigers Barney Greenwald. Von 1955 an führte er auch Regie bei einigen Filmen, in denen er meist auch als Schauspieler mitwirkte, darunter der Film I Accuse! (1958) – eine Neufassung der Dreyfus-Affäre, oder In all diesen Nächten, der von der Evangelischen Filmgilde im Februar 1956 zum Film des Monats gekürt wurde. 
Weitere bedeutende Leinwandauftritte hatte er in David Leans Lawrence von Arabien (1962), dem Bibelepos Die größte Geschichte aller Zeiten (1965), Woody Allens Eine Sommernachts-Sexkomödie (1982) sowie in David Lynchs Der Wüstenplanet (1984). In Stanley Kramers gesellschaftskritischer Betrachtung einer Atlantiküberquerung in einem Passagierdampfer, Das Narrenschiff (1965), mit einem illustren Mix an Passagieren, fast alle gespielt von bekannten Schauspielern, bewies er seine Wandlungsfähigkeit und spielte einen begeisterten Anhänger von Adolf Hitler und dessen Ideologie.
José Ferrer, der neben Spanisch und Englisch auch perfekt Französisch, Italienisch und Deutsch sprach, war insgesamt viermal verheiratet, unter anderen mit Uta Hagen. Der dritten Ehe mit der Schauspielerin Rosemary Clooney entstammen fünf Kinder, das älteste Kind war der Schauspieler Miguel Ferrer († 2017). George Clooney ist ein Neffe von Rosemary Clooney. Sein Sohn Gabriel ist mit der Sängerin Debby Boone, der Tochter von Pat Boone, verheiratet, die Tochter dieser beiden ist die Schauspielerin Tessa Ferrer. Mit dem amerikanischen Schauspieler Mel Ferrer besteht indes kein Verwandtschaftsverhältnis.
In der Folge Rückkehr von den Toten der Serie Magnum (Staffel 1, Folge 10) ist er zusammen mit seinem Sohn Miguel zu sehen. Dieser spielte die Rolle als junger Kerl, die sein Vater als alter Mann darstellte.
Ferrer starb 1992, achtzehn Tage nach seinem 80. Geburtstag, in Coral Gables, Florida, an Darmkrebs und wurde auf dem Friedhof Santa Maria Magdalena de Pazzis in Old San Juan in seiner Heimat Puerto Rico beigesetzt.

## Filmografie (Auswahl)

### Schauspieler
- 1948: Johanna von Orleans (Joan of Arc)
- 1950: Die schwarze Lawine (The Secret Fury)
- 1950: Frau am Abgrund (Whirlpool)
- 1950: Hexenkessel (Crisis)
- 1950: Der letzte Musketier (Cyrano de Bergerac)
- 1952: Moulin Rouge
- 1954: Fegefeuer (Miss Sadie Thompson)
- 1954: Die Caine war ihr Schicksal (The Caine Mutiny)
- 1954: Tief in meinem Herzen (Deep in My Heart)
- 1955: Himmelfahrtskommando (The Cockleshell Heroes)
- 1962: Lawrence von Arabien (Lawrence of Arabia)
- 1962: Neun Stunden zur Ewigkeit (Nine Hours to Rama)
- 1963: Verspätung in Marienborn
- 1964: Cyrano und d’Artagnan (Cyrano et d'Artagnan)
- 1964: Die größte Geschichte aller Zeiten (The Greatest Story Ever Told)
- 1965: Das Narrenschiff (Ship of Fools)
- 1967: Cervantes – Der Abenteurer des Königs (Cervantes)
- 1971: Mord in San Francisco (Crosscurrent) (TV)
- 1974: Columbo: Teuflische Intelligenz (Columbo: Mind over Mayhem) (Fernsehreihe)
- 1974: Mörder-Roulette (El clan de los inmorales)
- 1976: Die haarsträubende Reise in einem verrückten Bus (The Big Bus)
- 1977: Ich bin der Boss – Skandal beim FBI (The Private Files of J. Edgar Hoover)
- 1978: Fedora
- 1978: Abenteuer in Atlantis (The Amazing Captain Nemo) (aFernsehfilm)
- 1978: Der tödliche Schwarm (The Swarm)
- 1979: Das Geheimnis der eisernen Maske (The 5th Musketeer)
- 1981: Magnum (Fernsehserie, Folge 1x10)
- 1982: Quincy Chirurgen und ihre Gesetze
- 1982: Eine Sommernachts-Sexkomödie (A Midsummer Night’s Sex Comedy)
- 1983: The Being
- 1983: Sein oder Nichtsein (To Be or Not to Be)
- 1984: Der Liquidator (The Evil That Men Do)
- 1984: Der Wüstenplanet (Dune)
- 1984: Mord ist ihr Hobby (Murder, She Wrote) (Fernsehserie, S1E9: „Blind mit offenen Augen“)
- 1986: Matlock (Fernsehserie, 2 Folgen „Auf Ehre und Gewissen“ Teil 1+2)
- 1987: Die Jugend des Magiers (Young Harry Houdini) (Fernsehfilm)

### Regisseur
- 1955: In all diesen Nächten (The Shrike)
- 1955: Himmelfahrtskommando (The Cockleshell Heroes)
- 1956: The Great Man
- 1958: I Accuse!
- 1958: The High Cost of Loving
- 1961: Rückkehr nach Peyton Place (Return to Peyton Place)
- 1962: Texas-Show (State Fair)